# 交接腕

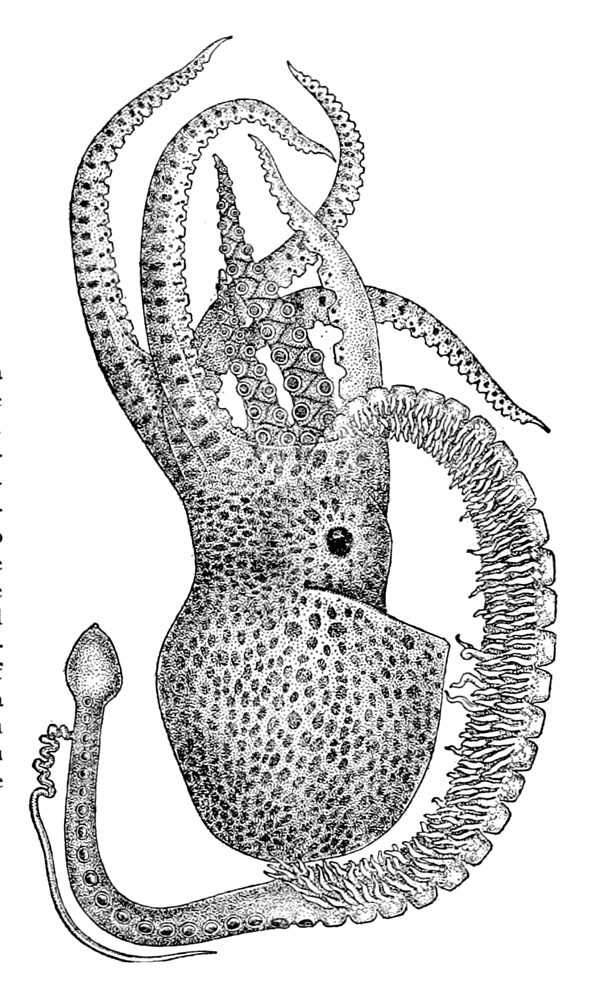
大きな交接腕を持つムラサキダコ の矮雄。交接時には切り離される。

交接腕（こうせつわん、hectocotylus, hectocotylized arm）は、頭足類において、雄が交接の際に、雌に精子の入った精包を受け渡すために特殊化した腕である。交接腕となる腕は種によって決まっており、特定の1対または1本が成熟とともに変形する。タコ類（八腕形目）、ツツイカ類、コウイカ類、ミミイカ類、オウムガイ類など系統ごとに位置や構造が大きく異なるため、それぞれで独立に進化したと考えられる。生殖腕（せいしょくわん）や化茎腕（かけいわん）とも呼ばれる。
性成熟とともに特定の腕が交接腕に変化する現象を化茎現象（かけいげんしょう、hectocotylization）という。

## 概要
軟体動物は雌雄同体のものや性転換をするものも多いが、頭足類は雌雄異体で、性転換しない。また多くの動物が行う生殖器によって直接行う交尾とは違い、頭足類の生殖行動は腕を使って行われるため交接と呼ばれる。
頭足類の精子は精巣に付随する腺（精包腺および副精包腺）で束ねられて精包（精莢、spermatophore）となって外套腔内にある陰茎（penis）から発射される。精包は一度外套腔内に放出され、漏斗から体外に放出される。交接腕はこの精包の受け渡しに用いられる。
タコ類（八腕形目）では第3腕の左右一方が交接腕となるが、イカ類（十腕形上目）では第4腕か第1腕の左右一方または両方が交接腕となるものや、欠くものも見られる。コウモリダコは交接腕を欠く。
タコでは交接の際、精包は交接腕を雌の外套腔に挿入することで、受け渡される。コウイカ類では交接腕を使って雌の口球を取り巻く外唇部に精包の先端を押し付けることで、精包の外鞘が破れ、精子塊が雌の体に植えつけられる。交接腕を持つツツイカ類でも同様であるが、ツメイカ Onychoteuthis borealijaponica のように雌の外套膜を切り裂いて精子を埋め込むものや、テカギイカ科のように雌の外套内壁の輸卵管開口に植えつけるものも知られる。

## 構造
交接腕には、特別な吸盤や精包を掴むための構造が発達する。

### 八腕類

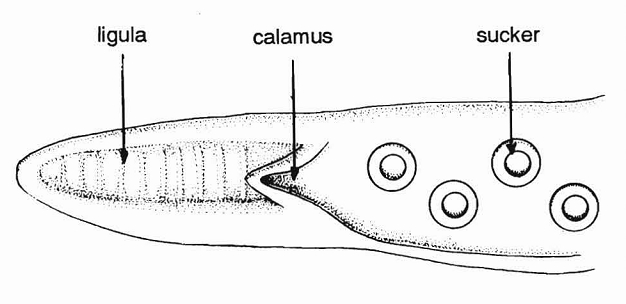
タコの交接腕の構造。

タコ類（八腕形目）の交接腕の基部は通常腕のように吸盤が並ぶが、先端部は吸盤を欠く。先端は匙状や箆状となり、舌状片（ぜつじょうへん、ligula）、または交接片（こうせつへん、ligula copulata, genital lobe）と呼ばれる。舌状片の基部には円錐形の突起があり、円錐体（えんすいたい、calamus）、または交接基（こうせつき；交接翮、こうせつかく、calamus copulatus）、乳頭などと呼ばれる。
生殖腕の基部には溝が走り、漏斗から出された精包が舌状片まで輸送される。この溝を精莢溝（せいきょうこう）または精溝（せいこう、seminal channel）という。
多くの交接腕は対腕よりも短いが、カイダコ上科の交接腕は雄の外套長よりも著しく大きく、交接時に切離される（#カイダコ上科の交接腕を参照）。

### 十腕類
イカ類（十腕形上目）の交接腕には、腕の先端寄りの吸盤のいくつかが消失して吸盤柄が櫛の歯状に並ぶもの、吸盤が乳頭状突起に変形するもの、特別な膜や突起を生じるものが知られる。閉眼類では、左第4腕が交接腕化すると半分程度の吸盤がなくなり、吸盤柄が肥大する。
一部のイカ類では交接腕を欠く。交接腕を持たないものでは、雄は漏斗よりも長く伸ばすことのできる細長い陰茎を持ち、それを使って精包を雌に埋め込む。

### オウムガイ類
オウムガイ類の腕は多数あり、吸盤を持たず、触手と呼ばれる。オウムガイ類の雄が持つ交接腕は円錐形で、触手幹（スペイディクス、spadix）と呼ばれる。これを用いて雌の薄葉部位（lamellated region）に精包を付着させる。

## 多様性
種によって交接腕となる腕や位置、形などは異なり、種ごとに一定である。そのため、同定に極めて重要な識別形質となる。

### 交接腕の位置

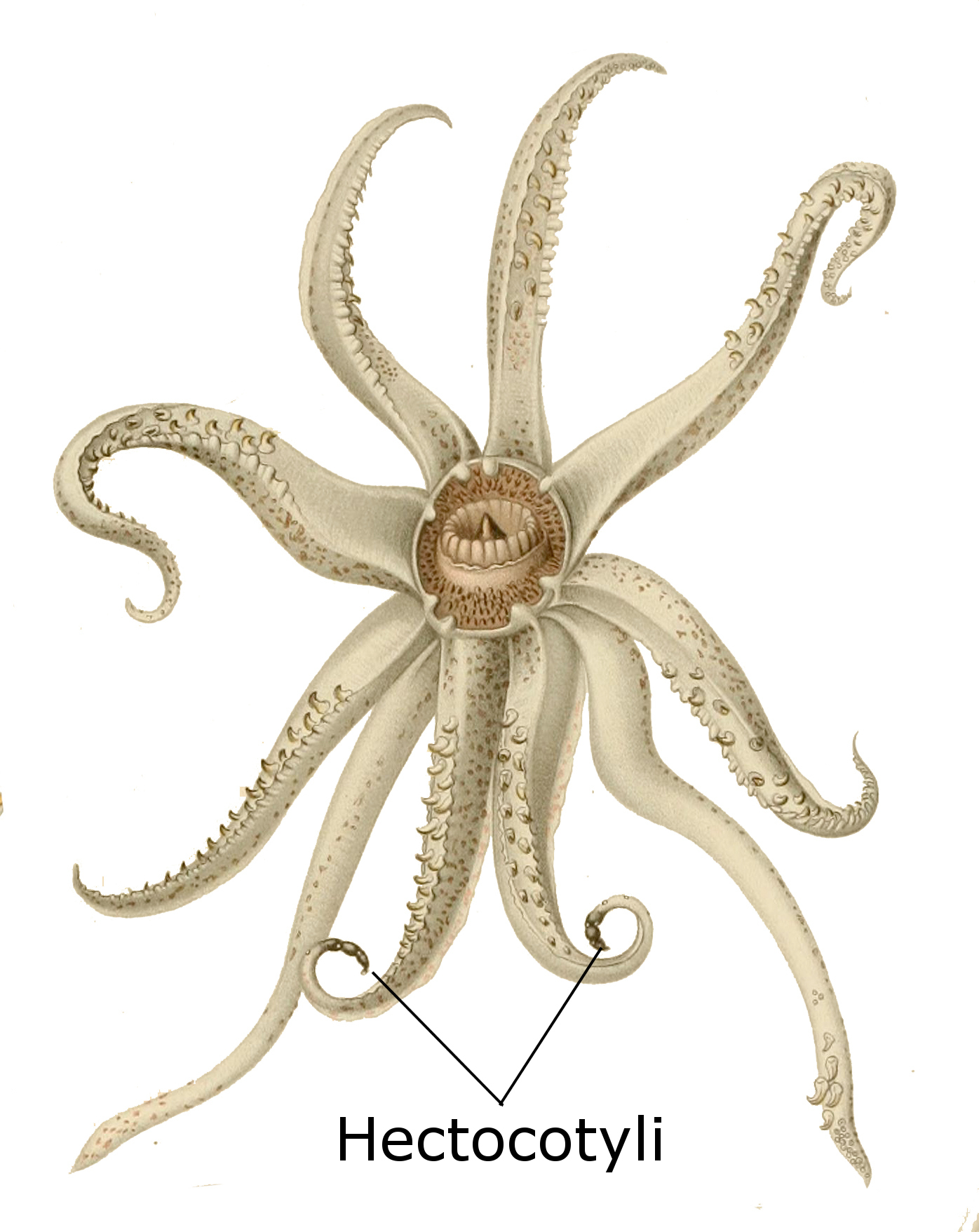
モーリスホタルイカ Abraliopsis atlantica。両第4腕が交接腕となる。

タコ類（八腕形目）は右第3腕または左第3腕が交接腕となる。マダコ科の多くは右第3腕が交接腕となる。しかしマダコ科でも、イッカクダコ Scaeurgus patagiatus は左第3腕が交接腕化するため、左手を意味する弓手（ゆんで）から、「ゆんでだこ」という仮称が付けられていた。
イカ類（十腕形上目）では第4腕または第1腕が交接腕となる。特に左第4腕が交接腕化することが多い。ダンゴイカ科では第1腕が用いられるもの以外に、第2腕が用いられるものも知られる。種によっては、アカイカ Ommastrephes bartramii やニセアカイカ Sthenoteuthis pteropus のように、右または左第4腕と左右に個体変異があるものも存在する。
左第1腕
ダンゴイカ Sepiola birostrata、ミミイカ Euprymna morsei
両第1腕
ボウズイカ Rossia pacifica
右第2腕
チチュウカイヒカリダンゴイカ Heteroteuthis dispar
右第3腕
マダコ Octopus sininsis、アミダコ科、ムラサキダコ科、カンテンダコ科
左第3腕
アオイガイ科（アオイガイ Argonauta argo など）、イッカクダコ Scaeurgus patagiatus
左第4腕
コウイカ科、ヤリイカ科、ミミイカダマシ Sepiadarium kochi
右第4腕
スルメイカ Todarodes pacifcus、トビイカ Sthenoteuthis oualaniensis、ホタルイカ Watasenia scintillans
両第4腕
ヒメイカ Idiosepius paradoxus、トグロコウイカ Spirula spirula

### 交接腕の形

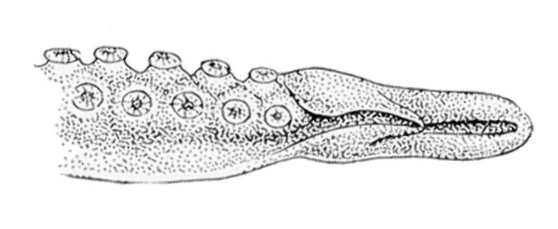
イッカクダコ の交接腕

タコ類では、交接腕における舌状片の長さが種によって異なっており、交接腕全長に対する舌状片の長さの比（%）を舌状片指数と呼ぶ。舌状片指数は、マダコ Octopus sinensis では3.3–5.5、イイダコ Amphioctopus fangsiao では4–6、ワモンダコ 'Octopus' cyanea では1.3、ヒョウモンダコ Hapalochlaena  fasciata では8.3、ミズダコ Enteroctopus dofleini では16–25である。
シマダコ属 Callistoctopus の舌状片は一般に長円錐形である。テナガダコ Callistoctopus minor は舌状片が匙状（杓子状）となることから、「しゃくしだこ」と呼ばれた。舌状片は匙状や箆状だけでなく、筒状や紐状のものもある。ミズダコの舌状片は長く、円筒形をしている。
クラゲダコ Amphitretus pelagicus の交接腕は先端部が扁平で、その部分の吸盤が小球状となって2列に並び、基部は広くなって三角形の鰭状を呈する。インドダコ Cistopus indicus の交接腕は先端に交接基や舌状片を欠く。イッカクダコ属の舌状片は大型で、幅広く、両縁は内側に巻き、交接基も大きい。

### カイダコ上科の交接腕
アオイガイ科（カイダコ科）、ムラサキダコ科、アミダコ科、カンテンダコ科からなるカイダコ上科 Argonautidae に属する浮遊性のタコは顕著な性的二形を示し、その雄は矮雄となる。これらの矮雄の第3腕は、基部から嚢状に伸びた皮膚に覆われた交接腕となって、交接時に膜が破裂して切離し、雌の外套腔内に残される。なお、カンテンダコの交接腕は右眼の前にある目立たないポケットとして発生するため、あたかも7本足のように見え、英語では 'seven-arm octopus' と呼ばれる。カイダコ上科の矮雄は発生の途中で第3腕が膜に覆われ、その中にコイル状に長い交接腕が成長し、雄の体長を超える。切離された交接腕の本体は50–100個の吸盤を具え、先端に精子が詰まった袋（spermatophore reservoir）と尾状（糸状）のペニス（penis）を持つ。

## 研究史

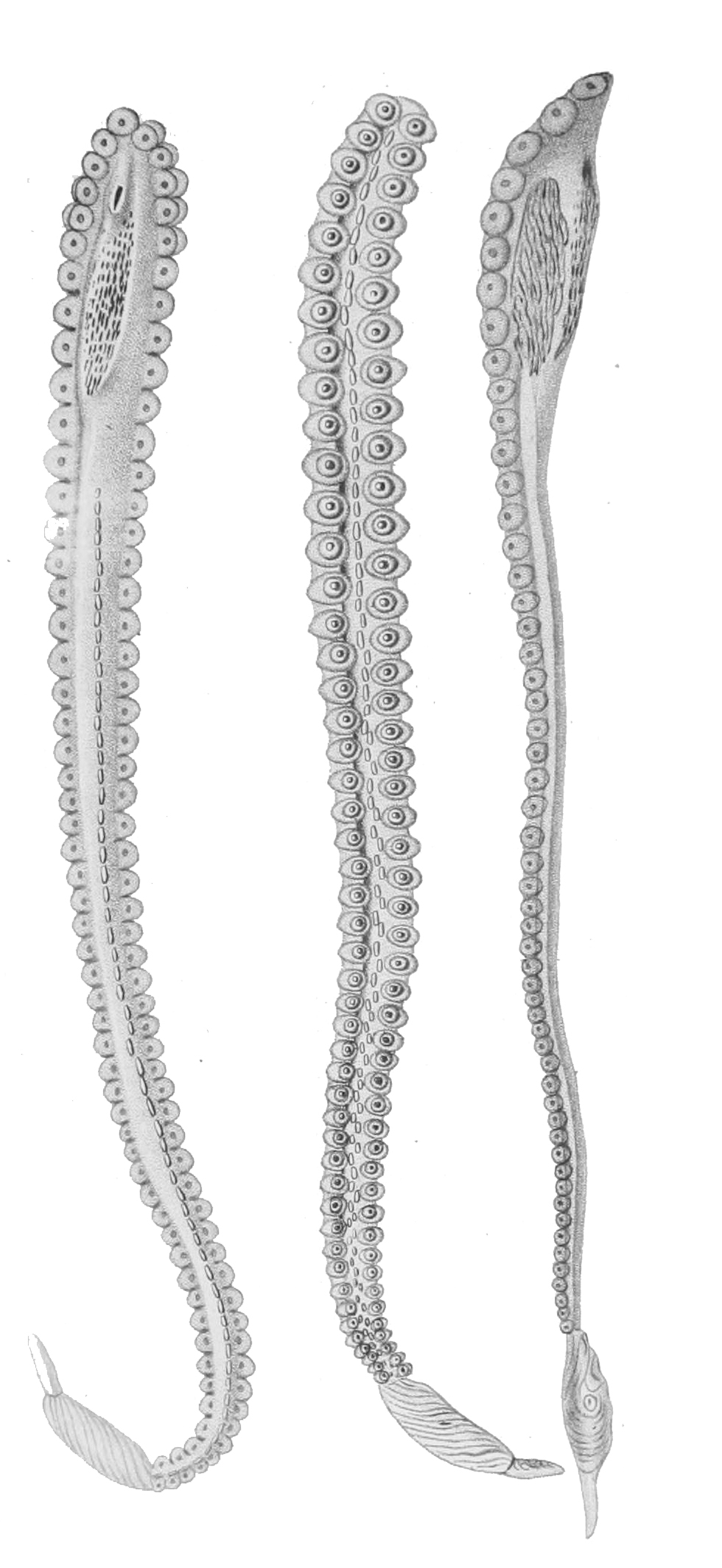
キュヴィエが記載したヘクトコチルス Hectocotylus octopodis の図版。

古代ギリシアのアリストテレスもその存在を認識していた。著作『動物誌』第5巻第6章において、「巻腕の一つに陰茎状の部分があり、こういうものは腱状を呈し、巻腕に付着して、全長はその中央部に及んでいるが、これを雌の"鼻"の中に差し込むのである」と記述している。しかし、その後ヨーロッパでは近世まで忘れ去られた。
1825年、イタリアの博物学者デッレ・キアイェがアオイガイ（カイダコ） Argonauta argo の雌の外套腔内に残った交接腕の断片を寄生虫（鞭虫）と誤認し、Trichocephalus acetabularis として記載した。
1829年には、同様にフランスの著名な博物学者キュヴィエがアミダコ Ocythoe tuberculata の雌の外套腔内に残った交接腕の断片を Hectocotylus octopodis（ヘクトコチルス・オクトポディス、タコの百個の吸盤）と名付けた。Hectocotylus octopodis は自然史博物館の解剖学展示室の管理人ロリヤール (M. Laurillard) が、ニースで漁獲されたタコから発見したものである。キュヴィエはこのタコはラマルクが Poulpe granuleux と名付けたものであると述べており、チチュウカイマダコ Octopus vulgaris やジャコウダコ Eledone には見つからないため、この種に特有であると述べている。属名ヘクトコチルス Hectocotylus は「百個の吸盤（疣）」を意味し、百疣虫と和訳される。これは現在でも、英語で交接腕を表す用語 hectocotylus（ヘクトコチルス）に残っている。
1845年–1846年にケリカーが、アオイガイのヘクトコチルス H. argonautae について解剖し、再検討したところ、頭足類特有の色素胞や雌に似た吸盤、そして空所に精子を見つけた。そのため、ヘクトコチルスはアオイガイの雄個体そのものであるという説を立てた。1849年には1本の腕であるはずのヘクトコチルスに消化管（腸）や循環系（心臓）、生殖系を識別し、詳細な解剖図を作成した。
1853年、ハインリッヒ・ミュラーがメッシーナ海峡から得られたプランクトン標本から、タコの姿をしたアオイガイの雄個体を発見し、ヘクトコチルスは切り離された雄の交接腕であるということが示された。